# Scheldecross
Lo Scheldecross è una corsa in linea maschile e femminile di ciclocross che si svolge ad Anversa, in Belgio, ogni anno in dicembre. Creato nel 2006, dal 2009 al 2014 ha fatto parte del calendario Fidea/Soudal Classics, mentre dal 2015 al 2020 è stato parte del calendario dello X2O Badkamers Trofee (già Bpost Bank/DVV Verzekeringen Trofee), e dal 2021 è parte del calendario di Coppa del mondo. L'edizione della stagione 2019-2020, svoltasi nel gennaio 2020, è stata invece valida come campionato belga di ciclocross.
Il percorso della prova è nel quartiere di Linkeroever, sulla riva sinistra del fiume Schelda (in olandese: Schelde), che dà il nome alla prova.

## Albo d'oro
Edizione valida come campionato belga di ciclocross.

### Uomini Elite
Aggiornato all'edizione 2020.
| Anno | Vincitore                             | Secondo                               | Terzo                                 |
| ---- | ------------------------------------- | ------------------------------------- | ------------------------------------- |
| 2006 | Sven Nys                              | Niels Albert                          | Sven Vanthourenhout                   |
| 2007 | Niels Albert                          | Erwin Vervecken                       | Zdeněk Štybar                         |
| 2007 | Radomír Šimůnek jr.                   | Richard Groenendaal                   | Bart Wellens                          |
| 2008 | Thijs Al                              | Klaas Vantornout                      | Radomír Šimůnek jr.                   |
| 2009 | Sven Nys                              | Tom Meeusen                           | Zdeněk Štybar                         |
| 2010 | Radomír Šimůnek jr.                   | Sven Vanthourenhout                   | Bart Aernouts                         |
| 2011 | Sven Nys                              | Tom Meeusen                           | Dieter Vanthourenhout                 |
| 2012 | Kevin Pauwels                         | Sven Nys                              | Niels Albert                          |
| 2013 | Niels Albert                          | Mathieu van der Poel                  | Philipp Walsleben                     |
| 2014 | Mathieu van der Poel                  | Laurens Sweeck                        | Tom Meeusen                           |
| 2015 | Wout Van Aert                         | Mathieu van der Poel                  | Lars van der Haar                     |
| 2016 | Mathieu van der Poel                  | Wout Van Aert                         | Kevin Pauwels                         |
| 2017 | Mathieu van der Poel                  | Wout Van Aert                         | Laurens Sweeck                        |
| 2018 | Mathieu van der Poel                  | Wout Van Aert                         | Toon Aerts                            |
| 2020 | Laurens Sweeck                        | Eli Iserbyt                           | Toon Aerts                            |
| 2020 | Mathieu van der Poel                  | Eli Iserbyt                           | Thomas Pidcock                        |
| 2021 | Annullato per la pandemia di COVID-19 | Annullato per la pandemia di COVID-19 | Annullato per la pandemia di COVID-19 |

### Donne Elite
Aggiornato all'edizione 2020.
| Anno | Vincitrice                            | Seconda                               | Terza                                 |
| ---- | ------------------------------------- | ------------------------------------- | ------------------------------------- |
| 2006 | Kathy Ingels                          | Helen Wyman                           | Barbara Howe                          |
| 2007 | Marianne Vos                          | Reza Hormes-Ravenstijn                | Veerle Ingels                         |
| 2007 | Daphny van den Brand                  | Hanka Kupfernagel                     | Reza Hormes-Ravenstijn                |
| 2008 | Hanka Kupfernagel                     | Marianne Vos                          | Sanne Cant                            |
| 2009 | Daphny van den Brand                  | Sanne Cant                            | Sanne van Paassen                     |
| 2010 | Hanka Kupfernagel                     | Marianne Vos                          | Sanne Cant                            |
| 2011 | Katherine Compton                     | Sanne Cant                            | Sophie de Boer                        |
| 2012 | Katherine Compton                     | Nikki Harris                          | Sanne Cant                            |
| 2013 | Katherine Compton                     | Sanne Cant                            | Nikki Harris                          |
| 2014 | Sanne Cant                            | Ellen Van Loy                         | Loes Sels                             |
| 2015 | Sanne Cant                            | Helen Wyman                           | Sophie de Boer                        |
| 2016 | Sanne Cant                            | Sophie de Boer                        | Kateřina Nash                         |
| 2017 | Sanne Cant                            | Katherine Compton                     | Helen Wyman                           |
| 2018 | Denise Betsema                        | Lucinda Brand                         | Laura Verdonschot                     |
| 2020 | Sanne Cant                            | Laura Verdonschot                     | Ellen Van Loy                         |
| 2020 | Denise Betsema                        | Lucinda Brand                         | Annemarie Worst                       |
| 2021 | Annullato per la pandemia di COVID-19 | Annullato per la pandemia di COVID-19 | Annullato per la pandemia di COVID-19 |

### Uomini Under-23
Aggiornato all'edizione 2020.
| Anno | Vincitore        | Secondo          | Terzo              |
| ---- | ---------------- | ---------------- | ------------------ |
| 2015 | Quinten Hermans  | Daan Hoeyberghs  | Yorben Van Tichelt |
| 2016 | Quinten Hermans  | Eli Iserbyt      | Nicolas Cleppe     |
| 2017 | Eli Iserbyt      | Adam Ťoupalík    | Jelle Schuermans   |
| 2018 | Niels Vandeputte | Timo Kielich     | Antoine Benoist    |
| 2020 | Toon Vandebosch  | Niels Vandeputte | Jelle Camps        |
| 2020 | annullato        | annullato        | annullato          |
| 2021 | non disputato    | non disputato    | non disputato      |

### Uomini Juniors
Aggiornato all'edizione 2018.
| Anno | Vincitore          | Secondo         | Terzo            |
| ---- | ------------------ | --------------- | ---------------- |
| 2010 | Twan Brusselman    | Maxim Panis     | Jeroen Eyskens   |
| 2011 | Yorben Van Tichelt | Quinten Hermans | Pjotr van Beek   |
| 2012 | Ben Boets          | Martijn Budding | Nicolas Cleppe   |
| 2013 | Kobe Goossens      | Sieben Wouters  | Max Gulickx      |
| 2014 | Jappe Jaspers      | Max Gulickx     | Thijs Wolsink    |
| 2015 | Reno Bauters       | Tijl Pauwels    | Jente Tielemans  |
| 2016 | Arne Vrachten      | Daniel Tulett   | Andres Verdonck  |
| 2017 | Wout Vervoort      | Sean Flynn      | Jarno Jordens    |
| 2018 | Lars Boven         | Jelle Vermoote  | Yorben Lauryssen |
| 2020 | Thibau Nys         | Lennert Belmans | Emiel Verstrynge |
| 2020 | annullato          | annullato       | annullato        |
| 2021 | non disputato      | non disputato   | non disputato    |